# بطل الهوكي (فلم)
بطل الهوكي (بالإنجليزية: The Hockey Champ) هو فيلم رسوم متحركة قصير، صدر عام 1938 من إنتاج شركة ديزني وإخراج ديك ريكارد، عن قصة دونالد دك ومغامراته.

## روابط خارجية
- مقالات تستعمل روابط فنية بلا صلة مع ويكي بيانات